# Попаснянська міська рада
Попаснянська міська́ ра́да — адміністративно-територіальна одиниця та орган місцевого самоврядування в Попаснянському районі Луганської області. Адміністративний центр — місто Попасна.

## Загальні відомості
- Територія ради: 28,79 км²
- Населення ради: 21 595 осіб (станом на 2015 рік)[1]

## Населені пункти
Міській раді підпорядковані населені пункти:
- м. Попасна

## Склад ради
Рада складається з 36 депутатів та голови.
- Голова ради: Онищенко Юрій Іванович
- Секретар ради: Лисиченко Тетяна Євгенівна

### Керівний склад попередніх скликань
| Прізвище, ім'я, по батькові | Основні відомості                                               | Дата обрання | Дата звільнення |
| --------------------------- | --------------------------------------------------------------- | ------------ | --------------- |
| Шляхтич Василь Васильович   | Міський голова, 1959 року народження                            | 26.03.2006   | 31.10.2010      |
| Онищенко Юрій Іванович      | Міський голова, 1960 року народження, освіта вища, безпартійний | 31.10.2010   |                 |

Примітка: таблиця складена за даними сайту Верховної Ради України

### Депутати
За результатами місцевих виборів 2010 року депутатами ради стали:

#### За суб'єктами висування
| Суб'єкт висування                              | Кількість обраних депутатів | %    |
| ---------------------------------------------- | --------------------------- | ---- |
| Партія регіонів                                | 24                          | 66,7 |
| Комуністична партія України                    | 9                           | 25   |
| Політична партія «Сильна Україна»              | 2                           | 5,6  |
| Соціал-демократична партія України (об'єднана) | 1                           | 2,8  |

#### За округами
| № округу                                       | Прізвище, ім'я, по батькові       | Дата визнання обраним | Освіта             | Партійна приналежність                                | Відомості про обраного депутата                                                                                           |
| ---------------------------------------------- | --------------------------------- | --------------------- | ------------------ | ----------------------------------------------------- | --- |
| Комуністична партія України                    |                                   |                       |                    |                                                       | |
| б/м                                            | Пойда Олексій Петрович            | 03.11.2010            | вища               | член Комуністичної партії України                     | Попаснянський РК КПУ, секретар                                                                                            |
| б/м                                            | Плис Микола Михайлович            | 03.11.2010            | вища               | член Комуністичної партії України                     | пенсіонер |
| б/м                                            | Нечепуренко Тимофій Юрійович      | 03.11.2010            | вища               | член Комуністичної партії України                     | приватний підприємець |
| б/м                                            | Лубянов Василь Васильович         | 03.11.2010            | вища               | позапартійний                                         | ВАТ «Попаснянський райагропостач», голова правління                                                                       |
| б/м                                            | Курбатов Андрій Сергійович        | 03.11.2010            | вища               | член Комуністичної партії України                     | Локомотивне депо Попасна, помічник машиніста                                                                              |
| 1                                              | Шингірій Світлана Олексіївна      | 02.11.2010            | вища               | позапартійна                                          | пенсіонер |
| 4                                              | Гелеверя Наталія Олександрівна    | 02.11.2010            | середня спеціальна | позапартійна                                          | БМЕУ, комірник |
| 8                                              | Андрєєва Людмила Адамівна         | 02.11.2010            | середня            | позапартійна                                          | ТДВ «Попаснянський ВРЗ», майстер ВТК                                                                                      |
| 9                                              | Онищенко Максим Юрійович          | 02.11.2010            | вища               | позапартійний                                         | Вагонне депо на ст. Попасна, інженер-технолог                                                                             |
| Партія регіонів                                |                                   |                       |                    |                                                       | |
| б/м                                            | Охрименко Сергій Миколайович      | 03.11.2010            | вища               | член Партії регіонів                                  | Вагонне депо Попасна, майстер                                                                                             |
| б/м                                            | Гапотченко Ірина Вікторівна       | 03.11.2010            | вища               | член Партії регіонів                                  | Попаснянська районна рада, головний спеціаліст                                                                            |
| б/м                                            | Славгородська Маргарита Євгенівна | 03.11.2010            | вища               | член Партії регіонів                                  | Попаснянська загальноосвітня школа I-III ст. № 1 Попаснянської районної ради Луганська області, вчитель початкових класів |
| б/м                                            | Леонова Валентина Василівна       | 03.11.2010            | вища               | член Партії регіонів                                  | тимчасово не працює |
| б/м                                            | Єщенко Геннадій Григорович        | 03.11.2010            | вища               | член Партії регіонів                                  | Попаснянське районне відділення Луганського благодійного фонду «Благовіст», начальник                                     |
| б/м                                            | Трофімов Ігор Вікторович          | 03.11.2010            | вища               | член Партії регіонів                                  | ТОВ «Шахтобуріння», начальник дільниці                                                                                    |
| б/м                                            | Доброжеланов Ігор Миколайович     | 03.11.2010            | середня            | член Партії регіонів                                  | Приватне підприємство «Едельвейс-С», начальник охорони                                                                    |
| б/м                                            | Сурнін Олег Анатолійович          | 03.11.2010            | середня            | член Партії регіонів                                  | Попаснянська дистанція колії № 6, бригадир колії                                                                          |
| б/м                                            | Мелюшев Василь Миколайович        | 03.11.2010            | вища               | член Партії регіонів                                  | Локомотивне депо Попасна, начальник                                                                                       |
| б/м                                            | Гатченко Олег Миколайович         | 03.11.2010            | вища               | член Партії регіонів                                  | фізична особа-підприємець                                                                                                 |
| б/м                                            | Веліконда Віталій Олександрович   | 03.11.2010            | вища               | член Партії регіонів                                  | Дистанція колії № 6 м. Попасна, майстер дільниці дефектоскопії                                                            |
| 2                                              | Потапенко Олександр Вікторович    | 02.11.2010            | середня            | член Партії регіонів                                  | Вагонне депо Попасна, начальник сектору постачання                                                                        |
| 3                                              | Лепський Андрій Володимирович     | 02.11.2010            | вища               | член Партії регіонів                                  | Дистанція колії м. Попасна, начальник                                                                                     |
| 5                                              | Шемерда Анатолій Миколайович      | 02.11.2010            | вища               | член Партії регіонів                                  | Цех електрозв'язку № 16, начальник                                                                                        |
| 6                                              | Федорова Світлана Петрівна        | 02.11.2010            | вища               | член Партії регіонів                                  | пенсіонер |
| 7                                              | Нестеренко Олександр Валерійович  | 02.11.2010            | вища               | член Партії регіонів                                  | Попаснянська дистанція електропостачання Донецької залізниці, начальник                                                   |
| 10                                             | Павличенко Наталія Володимирівна  | 02.11.2010            | вища               | член Партії регіонів                                  | Попаснянська районна державна адміністрація, головний спеціаліст управління агропромислового розвитку                     |
| 11                                             | Щербина Віктор Олександрович      | 02.11.2010            | вища               | член Партії регіонів                                  | пенсіонер |
| 12                                             | Ходнєвич Олександр Леонідович     | 02.11.2010            | вища               | член Партії регіонів                                  | Локомотивне депо Попасна Донецької залізниці, заступник начальника депо з ремонту рухомого складу                         |
| 13                                             | Гурджиєв Андрій Олександрович     | 02.11.2010            | вища               | член Партії регіонів                                  | Колійна машинна станція № 134 Донецької залізниці, монтер колії                                                           |
| 14                                             | Бондаренко Світлана Іванівна      | 02.11.2010            | вища               | член Партії регіонів                                  | Комунальна установа «Попаснянський районний методичний центр», методист                                                   |
| 15                                             | Лисиченко Тетяна Євгенівна        | 02.11.2010            | вища               | член Партії регіонів                                  | Попаснянська районна рада, головний спеціаліст                                                                            |
| 16                                             | Бублик Костянтин Сергійович       | 02.11.2010            | вища               | член Партії регіонів                                  | Попаснянське будівельно — монтажне експлуатаційне управління-3, керівник                                                  |
| 17                                             | Мішустін Павло Олександрович      | 02.11.2010            | вища               | член Партії регіонів                                  | Фізична особа — підприємець Мішустіна О. М., начальник виробництва                                                        |
| Політична партія «Сильна Україна»              |                                   |                       |                    |                                                       | |
| б/м                                            | Григоренко Ігор Вікторович        | 03.11.2010            | середня спеціальна | член Політичної партії «Сильна Україна»               | приватний підприємець |
| б/м                                            | Завгородній Олександр Павлович    | 03.11.2010            | вища               | член Політичної партії «Сильна Україна»               | Попаснянске вагонне депо, начальник депо                                                                                  |
| Соціал-демократична партія України (об'єднана) |                                   |                       |                    |                                                       | |
| 18                                             | Бондаренко Світлана Вікторівна    | 02.11.2010            | вища               | член Соціал-демократичної партії України (об'єднаної) | Попаснянська міська рада, секретар ради                                                                                   |